# Качелай (станция)
Качела́й — промежуточная железнодорожная станция Пензенского отделения Куйбышевской железной дороги. Располагается на территории Республики Мордовия.

## Описание
Станция Качелай расположена на 1-м главном пути двухпутного участка Кустарёвка — Самара; обслуживает только нечётные поезда. Электрифицирована постоянным током. Относится к Пензенскому региону Куйбышевской железной дороги. По характеру работы является промежуточной станцией, по объёму выполняемой работы отнесена к 5-му классу. Путевое развитие состоит из 2-х путей: 1 главного (№ 2) и 1 приёмо-отправочного (№ 1). Ранее на станции находился ещё один путь (№ 3).
Станция включена в диспетчерскую централизацию участка Рузаевка — Новообразцовое. Комплексный контроль за техническим состоянием путей осуществляет Рузаевская дистанция пути (ПЧ-20). Устройства железнодорожной связи обслуживает Сызранский региональный центр связи (РЦС-2). Техническое и хозяйственное обслуживание тяговых подстанций и контактной сети обеспечивает Инзенская дистанция электроснабжения (ЭЧ-4 Инза).